# Дрогніц
Дрогніц (нім. Drognitz) — громада в Німеччині, розташована в землі Тюрингія. Входить до складу району Заальфельд-Рудольштадт.
Площа — 24,00 км2. Населення становить 619 ос. (станом на 31 грудня 2021).